# Adventure Music
Adventure Music is een Amerikaans platenlabel, waarop Braziliaanse jazz uitkomt. Het label is gevestigd in New York.
Musici van wie werk op het label werd uitgebracht zijn onder meer Antonio Carlos Jobim, Mario Adnet, Gui Mallon, Hamilton de Holanda, Jovino Santos-Neto, Marcos Amorim, Mike Marshall (onder andere met de groep Psychograss), Moacir Santos en Ricardo Silveira.